# قيمة المبادلة

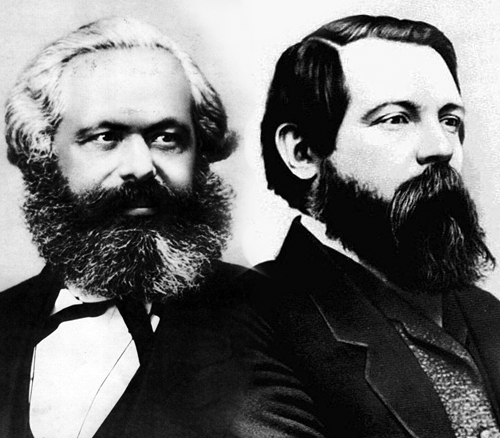

في الاقتصاد السياسي، ولا سيما الاقتصاد الماركسي، تشير قيمة المبادلة إلى إحدى السمات المميزة الأربعة الرئيسية للسلعة، أي العنصر أو الخدمة المقدمة للطرح في السوق وبيعها فيه. أما الجوانب الثلاثة الأخرى، فهي قيمة الاستخدام، والقيمة والسعر.
ومن ثم، فإن السلعة تتميز بالسمات التالية:
- قيمة (يُرجَى الملاحظة أن الإشارة هنا للتعريف غير الماركسي للقيمة)
- قيمة استخدام (أو المنفعة)
- قيمة مبادلة
- سعر (وقد يكون سعر بيع حقيقيًا أو سعرًا نموذجيًا)

لهذه المبادئ الأربعة تاريخ طويل في الفكر البشري، بدءًا من أرسطو وصولاً إلى دافيد ريكاردو،  وصارت مميزة بشكل واضح مع تقدم التبادل التجاري، لكنها اختفت في الاقتصاد المعاصر كمفاهيم متباينة. وفيما يلي مدخل لتجميع ماركس لنتائج الفكر الاقتصادي بشأن قيمة المبادلة

## قيمة المبادلة والسعر من منظور ماركس
يرى ماركس أن قيمة مبادلة السلعة ليست مساوية لسعرها، لكنها تمثل (كمية) السلع الأخرى التي يمكن مبادلة هذه السلعة بها.
ولا يُعبَر بالضرورة عن قيمة المبادلة بالأسعار المالية (على سبيل المثال، في التجارة التبادلية، تكون كمية سمن السلع ع مساوية لكمية ص من السلع ع). يعبر كارل ماركس عن ذلك بوضوح بالغ في استنتاجه الجدلي لصور القيمة في الفصول الأولى من كتابه Das Kapital (رأس المال) (انظر صورة القيمة).
في الواقع، لم يبدأ استخدام كلمة "Price" (سعر) في أوروبا الغربية سوى في القرن الثالث عشر الميلادي. والأصل اللاتيني لهذه الكلمة هو "pretium"، ويعني «مكافأة، أو جائزة، أو قيمة»، فيشير إلى مفهوم «التعويض»، أو ما يُمنَح في المقابل، أو المصروفات، أو الرهان، أو التكلفة التي يتم تكبدها عند تبادل سلعة ما. ولم يبدأ استخدام الفعل بمعنى «تحديد سعر لشيء ما» سوى في القرن الرابع عشر.
يعكس هذا التطور للمعنى اللغوي التاريخ المبكر لنمو الاقتصاد النقدي، وتطور التبادل التجاري. وصار معنى كلمة «سعر» واضحًا وبديهيًا الآن، ويُفترَض أن الأسعار جميعها تعبر عن شيء واحد. ويرجع ذلك إلى أن النقود أصبحت تُستخدَم في أغلب المعاملات. لكن، في الواقع، هناك العديد من الأنواع المختلفة من الأسعار، بعضها محتسب بالفعل، وبعضها مجرد 'أسعار مفترضة.' يمكن أن يؤثر السعر على السلوك الاقتصادي، حتى وإن لم يكن يشير إلى أية معاملة حقيقية، وذلك لأن الناس اعتادوا على تقييم قيمة المبادلة وحسابها من حيث الأسعار، باستخدام النقود (انظر الأسعار الحقيقية والأسعار النموذجية).

## قيمة المبادلة وتحويل المواد إلى سلع
استعرض ماركس في الفصول الأولى من كتاب Das Kapital (رأس المال) ملخصًا منطقيًا لتطور أنواع التجارة، بدءًا من المقايضة والتبادل البسيط، وانتهاءً بالسلع المنتجة بالاعتماد على رأس المال. وهذا الاستعراض لعملية «التسويق» يوضح أن شكل السلعة ليس ثابتًا للأبد، لكنه في الواقع يمر بمراحل تطور مع زيادة تعقد التجارة. وتكون النتيجة النهائية أنه يمكن التعبير عن قيمة مبادلة السلعة في صورة كمية (افتراضية) من المال (سعر نقدي).
لكن تحويل ناتج العمل إلى سلعة (أي «تسويقها»)، على أرض الواقع، ليس عملية بسيطة، وإنما هناك العديد من الشروط المسبقة الاجتماعية والفنية التي ينبغي توفرها لكي يتحقق. وتشمل هذه الشروط غالبًا:
- وجود إمداد يُعتمَد عليه من المنتج، أو على الأقل فائض أو منتج فائض.
- وجود حاجة اجتماعية له (أي طلب بالسوق) لا بد من تلبيتها عن طريق التجارة، وإلا فلن يمكن تلبيتها بأي شكل آخر.
- إثبات مُصدَّق عليه قانونًا على حقوق الملكية الخاصة للسلعة والحق في المتاجرة بها.
- فرض هذه الحقوق لتأمين الملكية.
- إمكانية نقل الحقوق الخاصة من مالك لآخر.
- إمكانية النقل (المادية) للسلعة نفسها، أي القدرة على تخزين السلعة وتعبئتها وحفظها ونقلها من مالك لآخر.
- فرض حصرية الوصول إلى السلعة.
- إمكانية استخدام المالك للسلعة أو استهلاكها على نحو يتسم بالخصوصية.
- وجود ضمانات بشأن جودة السلعة وسلامتها، وربما ضمان أيضًا للاستبدال أو الخدمة، في حال عدم تحقيق السلعة للهدف الذي خُصِصت له.
- القدرة على إنتاج السلعة بتكلفة وسعر بيع ملائمين لتحقيق ربح أو دخل مناسب ويمكن التنبؤ به.
- القدرة على إنتاج سلعة والمتاجرة بها دون التعرض لقدر كبير من الخطر الذي قد يقلل من شأن العمل.

## حواشٍ
1. ↑  Howard Nicholas, Marx's theory of price and its modern rivals. London: Palgrave Macmillan, 2011.
2. ↑  David Ricardo (1817) On the Principles of Political Economy and Taxation

## مؤلفات
- كارل ماركس، Das Kapital (رأس المال).
- ماكوتو إيتو، The Basic Theory of Capitalism (نظرية الرأسمالية الأساسية).
- ألكسندر جيرش، On the Theory of Exchange Value (نظرية قيمة المبادلة).
- دافيد ريكاردو، The Principles of Political Economy and Taxation (مبادئ الاقتصاد السياسي والضرائب).
- جيمس هارتفيلد، The Economy of time (اقتصاد الوقت)